# Nahuatlščina
Nahuatlščina [náwatl] (tudi Azteščina) je najbolj govorjen jezik avtohtonih prebivalcev v Mehiki. Bil je tudi jezik Aztekov in majhne države Tlaxcala, ki je bila sovražnik Aztekov.
Nahuatlščino govorijo v raznih pokrajinah v osrednji in južni Mehiki. Medtem ko število govorcev v oddaljenih predelih še vedno raste, je jezik ogrožen v svojih bivših središčih, kot npr. v dolini mesta Ciudad de Mexico in v pokrajini Tlaxcala, ker se otroci v teh krajih učijo le še španščino.
Podatki o številu govorcev nahuatlščine iz popisa leta 2000 (1980):
- Puebla: 416.968, 8,21 % (369.678)
- Veracruz: 338.324, 4,90 % (347.597)
- Hidalgo: 221.684, 9,92 % (177.902)
- Guerrero: 136.681, 4,44 % (128.192)
- San Luis Potosí: 138.523, 6,02 % (127.319)
- Ciudad de México (mesto): 37.450, 0,44 % (83.064)
- Tlaxcala: 23.737, 2,47 % (26.689)
- Morelos: 18.656, 1,20 % (24.067)
- Estado de México: 55.802, 0,43 % (22.689)

Včasih so variante nahuatlščine govorili tudi v Salvadorju in v Nikaragvi.